# Entedononecremnus fulgens
Entedononecremnus fulgens är en stekelart som beskrevs av Christer Hansson och Lasalle 2003. Entedononecremnus fulgens ingår i släktet Entedononecremnus och familjen finglanssteklar.
Artens utbredningsområde är Dominikanska republiken. Inga underarter finns listade i Catalogue of Life.